# Échiquier (papillon)
Pour les articles homonymes, voir Échiquier (homonymie).
Taxons concernés
- Dans la famille des Hesperiidae :
  - l'espèce Carterocephalus palaemon
- Dans la famille des Nymphalidae, les espèces :
  - Melanargia galathea
  - Melanargia arge
  - Melanargia russiae
  - Melanargia larissa
  - Melanargia ines
  - Melanargia lachesis
  - Melanargia occitanicamodifier

Le nom échiquier est un nom vernaculaire ambigu désignant en français plusieurs espèces de papillons appartenant aux familles des Nymphalidae et des Hesperiidae.
Les échiquiers ont tous en commun d'avoir sur les ailes un motif rappelant les cases du plateau d'un jeu d'échecs.

## Liste d'espèces nommées « échiquier »
- Échiquier (ou Hespérie du brome) - Carterocephalus palaemon
- Échiquier (ou Demi-deuil) - Melanargia galathea
- Échiquier de Russie - Melanargia russiae
- Échiquier des Almoravides - Melanargia ines
- Échiquier des Balkans - Melanargia larissa
- Échiquier ibérique - Melanargia lachesis
- Échiquier d'Italie - Melanargia arge
- Échiquier d'Occitanie - Melanargia occitanica
- Échiquier de Russie - Melanargia russiae